# FOX NFL Sunday
Fox NFL Sunday est un programme télévisuel américain diffusé sur la chaîne de télévision Fox depuis le 4 septembre 1994 en tant qu'introduction aux rencontres de la National Football League (NFL). Le programme a remporté quatre Emmy Awards. 

## Animateurs et consultants
| 1994 | James Brown                                    | Terry Bradshaw | Howie Long | Jimmy Johnson     |                 |
| 1995 | James Brown                                    | Terry Bradshaw | Howie Long | Jimmy Johnson     |                 |
| 1996 | James Brown                                    | Terry Bradshaw | Howie Long | Ronnie Lott       |                 |
| 1997 | James Brown                                    | Terry Bradshaw | Howie Long | Ronnie Lott       |                 |
| 1998 | James Brown                                    | Terry Bradshaw | Howie Long | Cris Collinsworth |                 |
| 1999 | James Brown                                    | Terry Bradshaw | Howie Long | Cris Collinsworth |                 |
| 2000 | James Brown                                    | Terry Bradshaw | Howie Long | Cris Collinsworth |                 |
| 2001 | James Brown                                    | Terry Bradshaw | Howie Long | Cris Collinsworth |                 |
| 2002 | James Brown                                    | Terry Bradshaw | Howie Long | Jimmy Johnson     |                 |
| 2003 | James Brown                                    | Terry Bradshaw | Howie Long | Jimmy Johnson     |                 |
| 2004 | James Brown                                    | Terry Bradshaw | Howie Long | Jimmy Johnson     |                 |
| 2005 | James Brown                                    | Terry Bradshaw | Howie Long | Jimmy Johnson     |                 |
| 2006 | Joe Buck (avant-match) Curt Menefee (mi-temps) | Terry Bradshaw | Howie Long | Jimmy Johnson     |                 |
| 2007 | Curt Menefee                                   | Terry Bradshaw | Howie Long | Jimmy Johnson     |                 |
| 2008 | Curt Menefee                                   | Terry Bradshaw | Howie Long | Jimmy Johnson     | Michael Strahan |
| 2009 | Curt Menefee                                   | Terry Bradshaw | Howie Long | Jimmy Johnson     | Michael Strahan |
| 2010 | Curt Menefee                                   | Terry Bradshaw | Howie Long | Jimmy Johnson     | Michael Strahan |
| 2011 | Curt Menefee                                   | Terry Bradshaw | Howie Long | Jimmy Johnson     | Michael Strahan |
| 2012 | Curt Menefee                                   | Terry Bradshaw | Howie Long | Jimmy Johnson     | Michael Strahan |
| 2013 | Curt Menefee                                   | Terry Bradshaw | Howie Long | Jimmy Johnson     | Michael Strahan |
| 2014 | Curt Menefee                                   | Terry Bradshaw | Howie Long | Jimmy Johnson     | Michael Strahan |
| 2015 | Curt Menefee                                   | Terry Bradshaw | Howie Long | Jimmy Johnson     | Michael Strahan |